# Sarbakan
Sarbakan es una empresa desarrolladora y licenciadora de videojuegos con sede en la ciudad de Quebec, Canadá. Fue fundada en 1998 por Guy Boucher. Sarbakan ha distribuido variados juegos en los cuales algunos han trabajado productoras como Warner Bros., AOL, Nickelodeon, Disney, MTV, Sony, Hasbro, Mattel, entre otras.
En el año 2006, Sarbakan inauguró una filial, SBK Interactive, especializada en crear publicidad para sus videojuegos y otros proyectos. SBK Interactive ha trabajado para proyectos de empresas como Chrysler, Nestlé, Volkswagen, y Kraft Foods.

## Videojuegos en línea
Uno de los juegos más destacados de Sarbakan es Steppenwolf, un videojuego dividido en veintiocho partes y licenciado por Warner Bros. Otros videojuegos desarrollados por esta empresa son Arcane, Good Night Mr. Snoozleberg y Firechild.

### Steppenwolf
Steppenwolf fue un videojuego en formato PC auspiciado por Warner Bros. El videojuego narra las aventuras de Meg Crinsom, cuya labor como periodista la conducirá al encuentro de un misterioso científico apodado Steppenwolf, el hallazgo de varios seres mitológicos, grupos secretos y otras situaciones en las que enfrentarán tanto Meg como Steppenwolf. El juego consiste en usar varios objetos presentes en cada escenario del juego, en las que cada uno tendrá su utilidad con base en la situación que se presenta en los protagonistas.

### Arcane
Arcane fue un videojuego en formato PC, desarrollado en 2001 y auspiciado por Warner Bros. El vidojuego comprende una trama de misterio y terror, en la que sus protagonistas, Ophelia McDermoth, Prescott Bridgeman y Gregor McDermoth, quienes investigan las operaciones de una secta liderada por el ''Cardenal''. A través del juego, se revela de que el culto intenta revivir a una deidad maligna, que conducirá al universo en el caos primordial en donde este reinará por sobre todos los seres. El juego stá ambientado a comienzos del siglo XX en Inglaterra, con claras inspiraciones a las obras de Howard Phillips Lovecraft, y que hace referencia a deidades relacionadas con su mitología como Dagón, Azathoth y Cthulhu. Al igual que Steppenwolf, el protagonista debe de usar los objetos presente en el escenario para resolver los casos de cada episodio, pero también se agrega el hecho de que el juego tiene un límite de tiempo, en el que el protagonista tendrá un trágico desenlace si no resuelve el caso en el tiempo requerido.